# Suligi
Suligi is een bestuurslaag in het regentschap Rokan Hulu van de provincie Riau, Indonesië. Suligi telt 2340 inwoners (volkstelling 2010).